# Проденцани, Симон де
Симон де Проденца́ни, Пруденцани (Simone de' Prodenzani, Prudenzani; 1351, Орвието – 1438) — итальянский поэт и писатель. Писал на флорентийском вольгаре (тосканском диалекте итальянского языка).
Проденцани происходил из знатной провансальской семьи, переехавшей в XIII веке в Умбрию. Семья поселилась в квартале Орвието под названием Prodo, отсюда имя поэта.
В обеих поэмах Проденцани повествование ведётся от лица менестреля (шута) Соллаццо. Небольшая поэма «Sollazzo» (ок. 1400) — сборник из 18 баллат, основное содержание которых составляют анекдоты из народной жизни. Каждая из баллат озаглавлена (по-латыни) именем греха или греховного порока: I. Superbia. II. Invidia. III. Avaritia. IV. Gola. V. Accidia. VI. Ira. VII. Luxuria. VIII. Vanagloria. IX. Ipocresia. X. Violentia. XI. Vanitas. XII. Symonia. XIII. Ingratitudo. XIV. Ignorantia. XV. Pertinacia. XVI. Arrogantia. XVII. Concupiscentia. XVIII. Rapina. Некоторые исследователи трактуют этот сборник как пародию на популярную в Италии XIV века тему «доброго правления» (il buon governo; ср. знаменитые сиенские фрески А. Лоренцетти).
Сборник 186 сонетов «Il Saporetto» (букв. «Привкус»; ок. 1410), наоборот, посвящён описанию придворного быта в вымышленном замке придворного по имени Пьербальдо (Pierbaldo). 
Поэмы Проденцани — важный источник по культуре и особенно музыке итальянского Треченто. В «Saporetto» Проденцани приводит конкретные заголовки музыкальных сочинений и упоминает имена композиторов эпохи, среди которых Джованни Флорентийский, Якопо Болонский, Бартолино Падуанский, Франческо Ландини (Francesco il Cieco), Иоанн Чикония, Захар Терамский (Zacara da Teramo).

## Издания
- Il "Sollazzo" e il "Saporetto" con altre rime, a cura di Santorre Debenedetti. [Torino]: [E. Loescher], 1913.
- "Sollazzo" e "Saporetto", a cura di Luigi M. Reale. Perugia: Effe, 1998. LVIII, 338 p., ill. (Class. Umbri Letter. Dalle Origini al 900)
- Opere inedite in poesia e in prosa, a cura di Massimo Seriacopi. Genoa: San Marco dei Giustiniani, 2003.
- Rime, a cura di Fabio Carboni. Roma: Vecchiarelli, 2003.